# Hala Rondo
La Hala Rondo est une salle omnisports située à Brno en Tchéquie. En raison de parrainages, la salle a été nommée Starobrno Rondo Arena (2008-2009), Kajot Arena (2011-2014), DRFG Arena (2015-?) ou encore Winning Group Arena (depuis 2023).
Sa capacité est de 7700 places (dont 4700 assises) pour les rencontres de hockey sur glace.

## Événements
- Championnat d'Europe féminin de basket-ball 1995
- Quart de finale de la Fed Cup 2009, 7 et 8 février 2009
- Czech Hockey Games, 2011, 2012, 2013
- Championnat du monde moins de 18 ans de hockey sur glace 2012
- Championnat du monde féminin de volley-ball des moins de 20 ans 2013
- Championnat d'Europe féminin de handball 2026

## Galerie

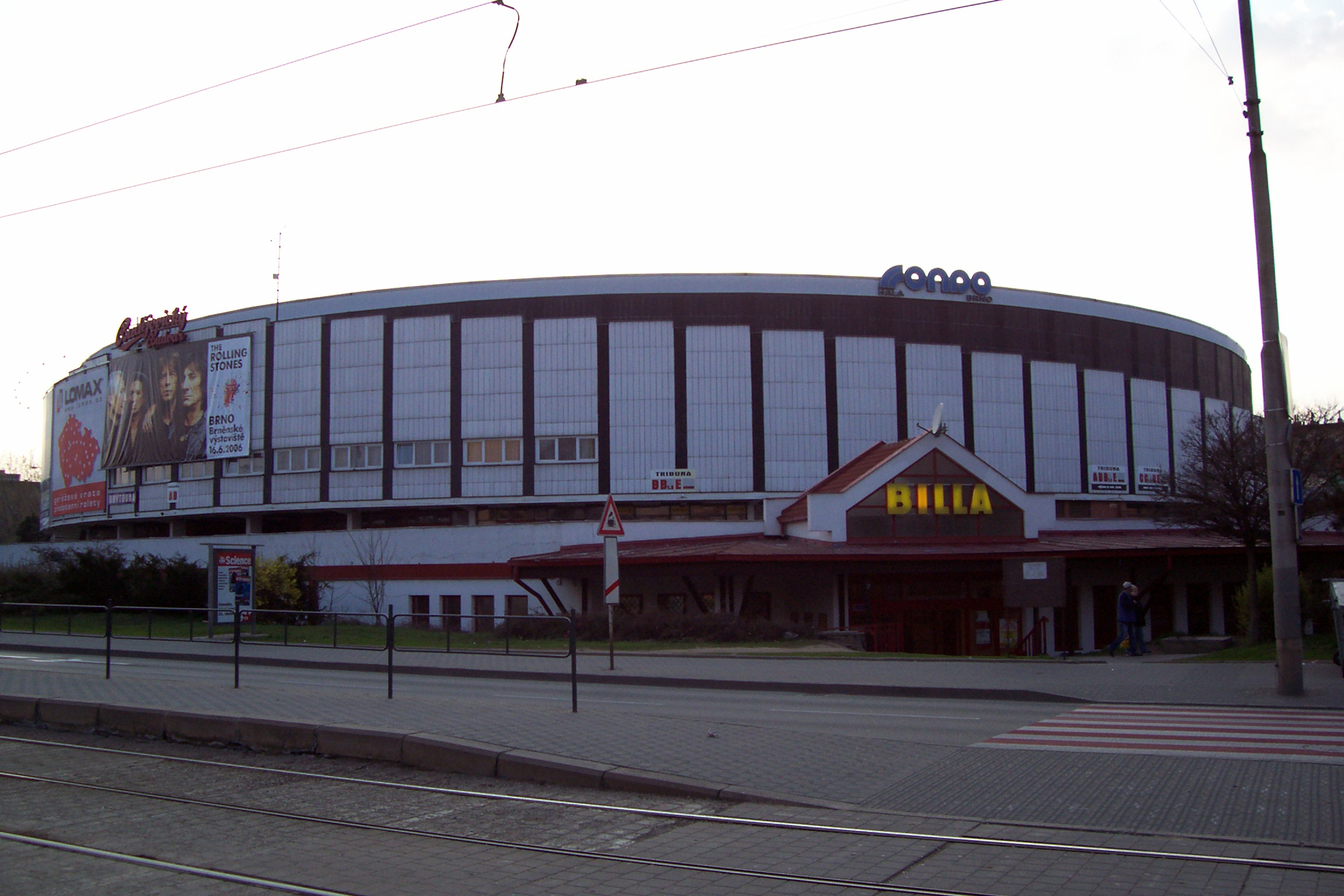
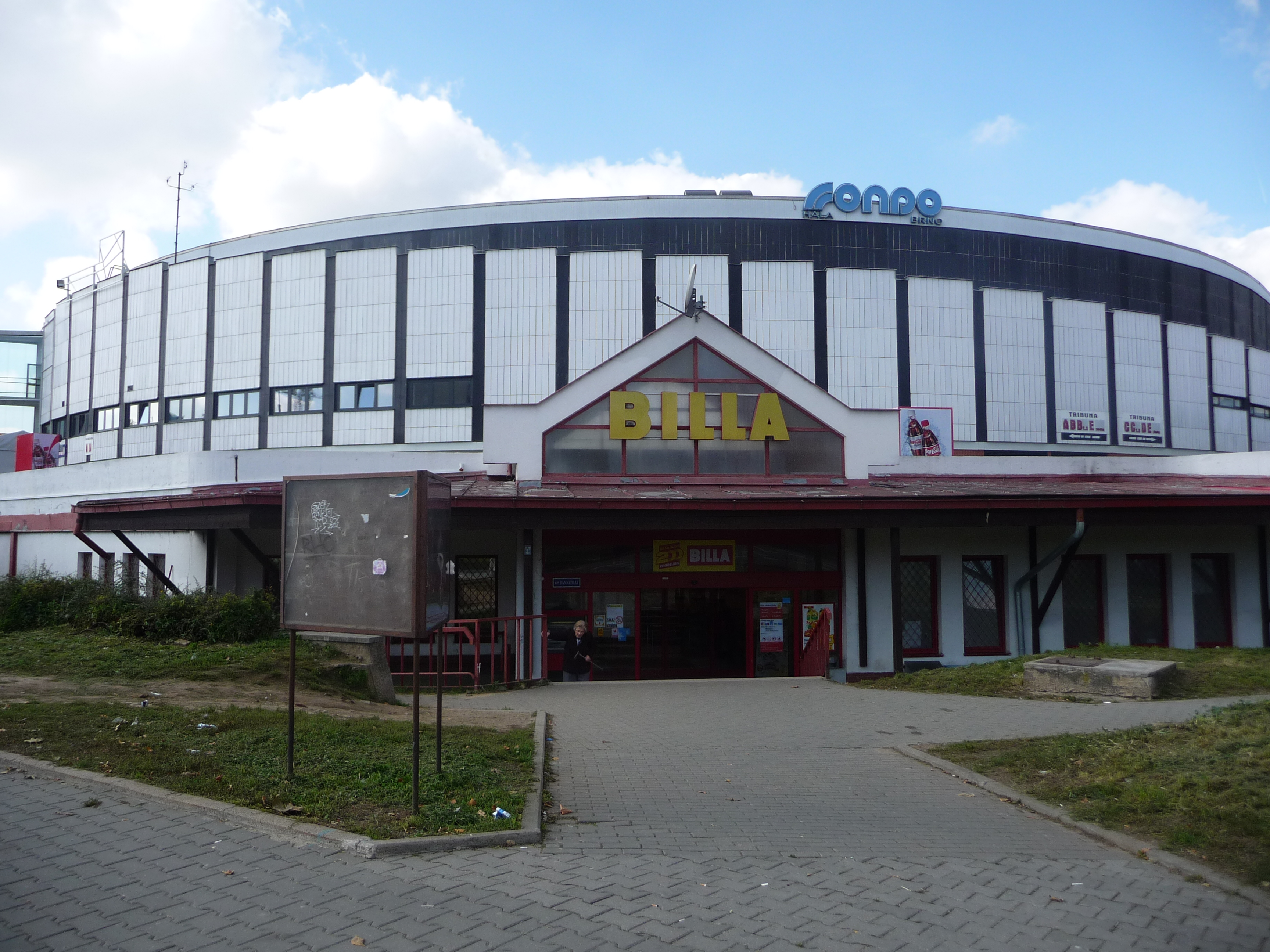
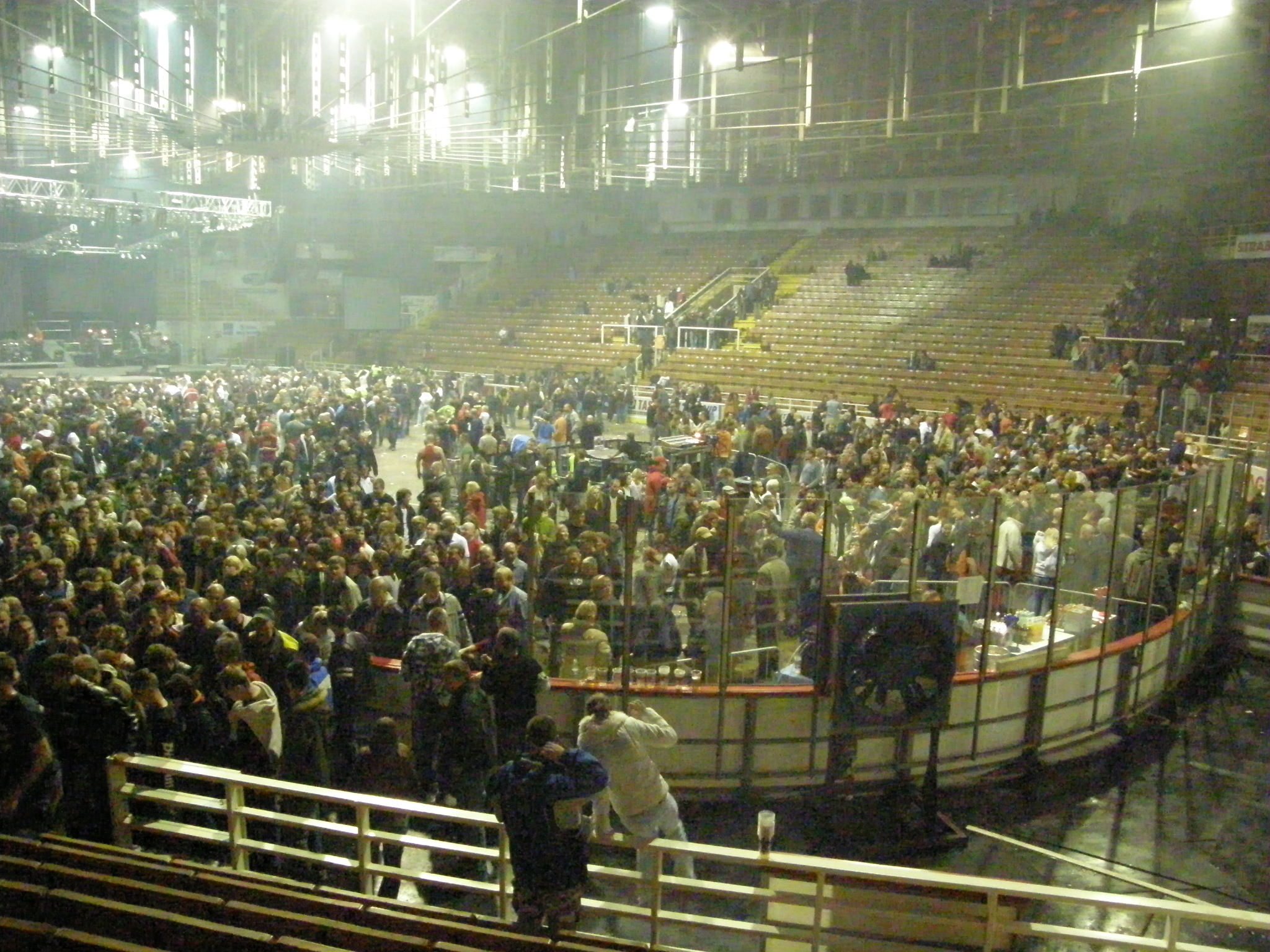
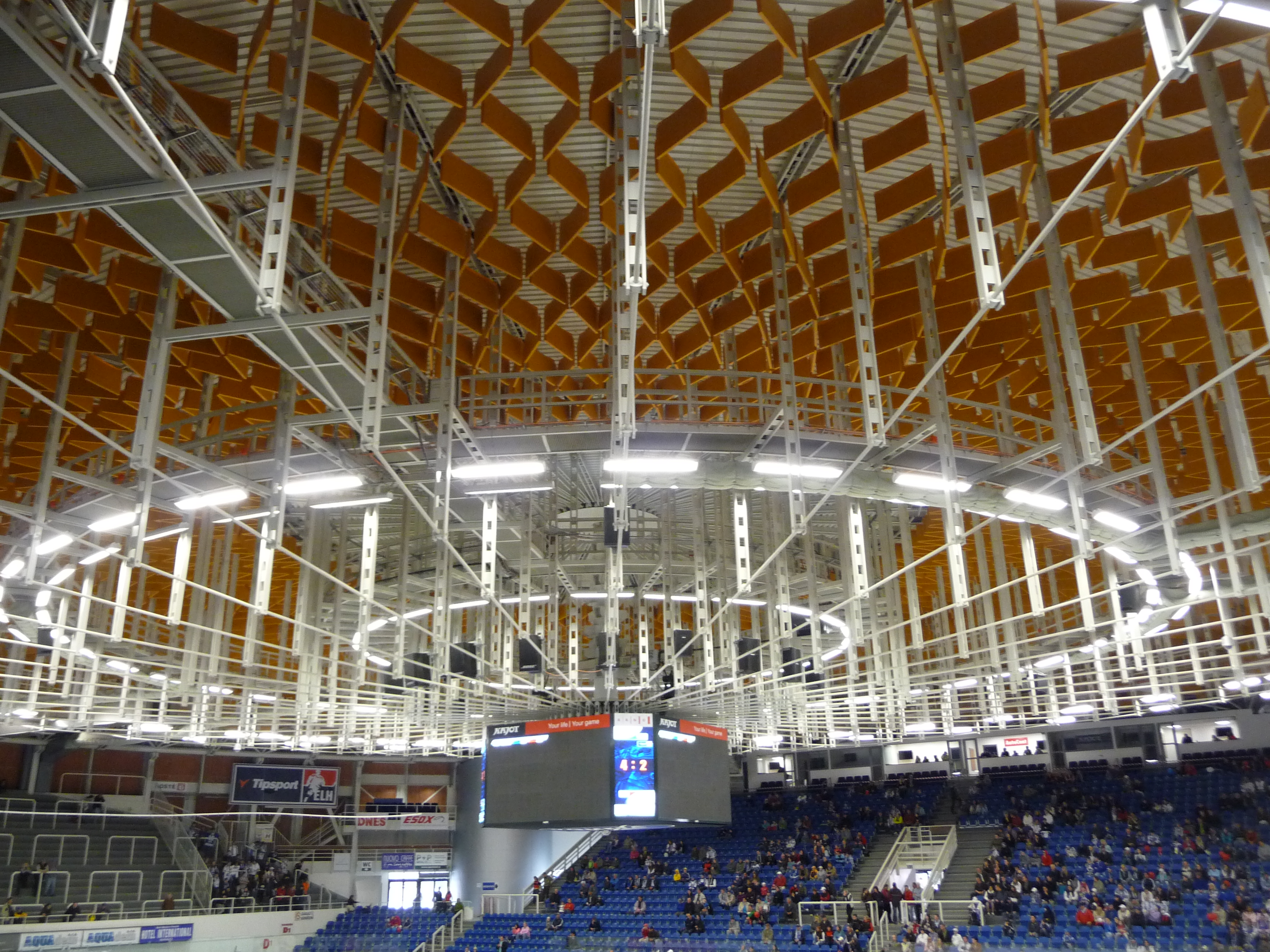
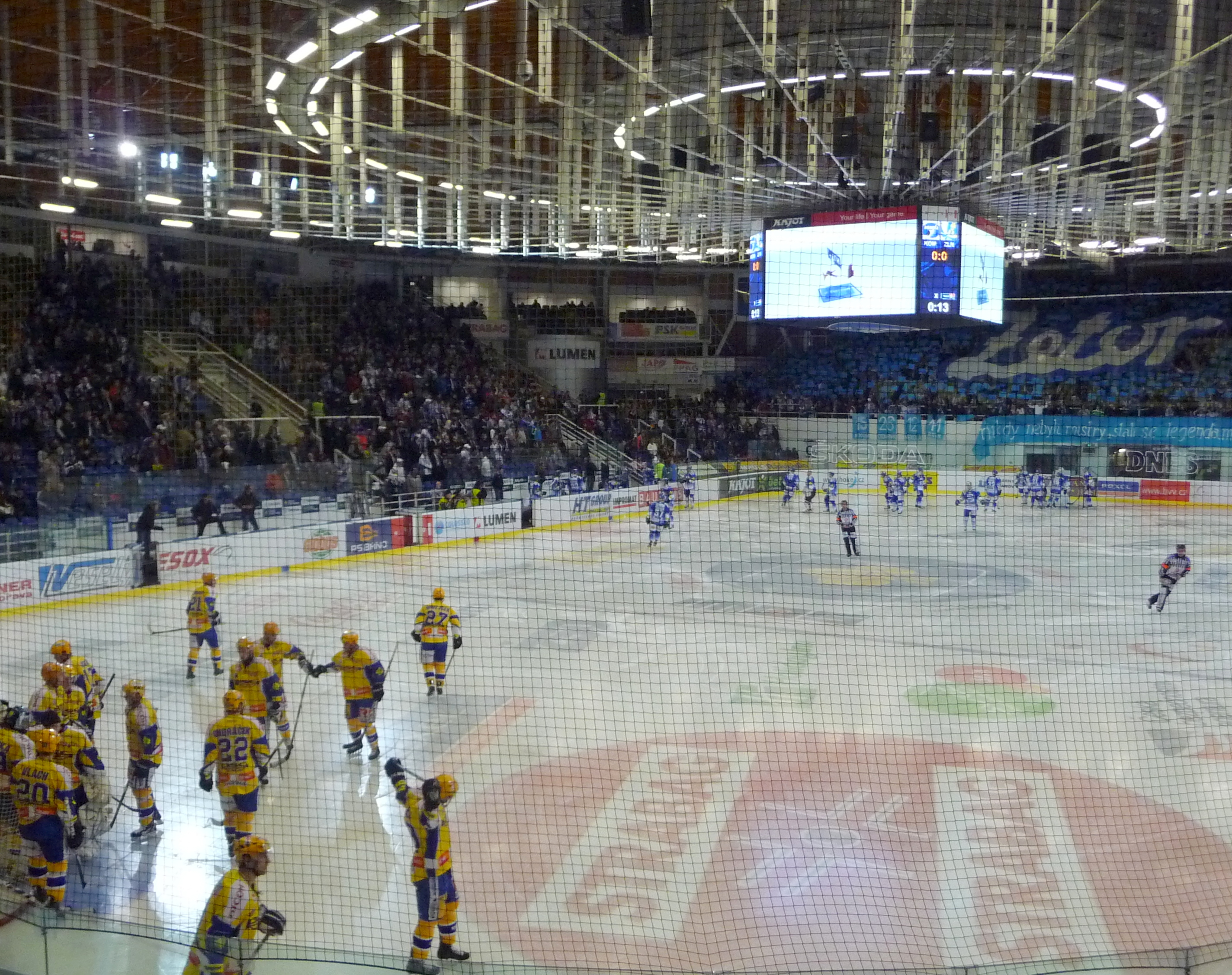
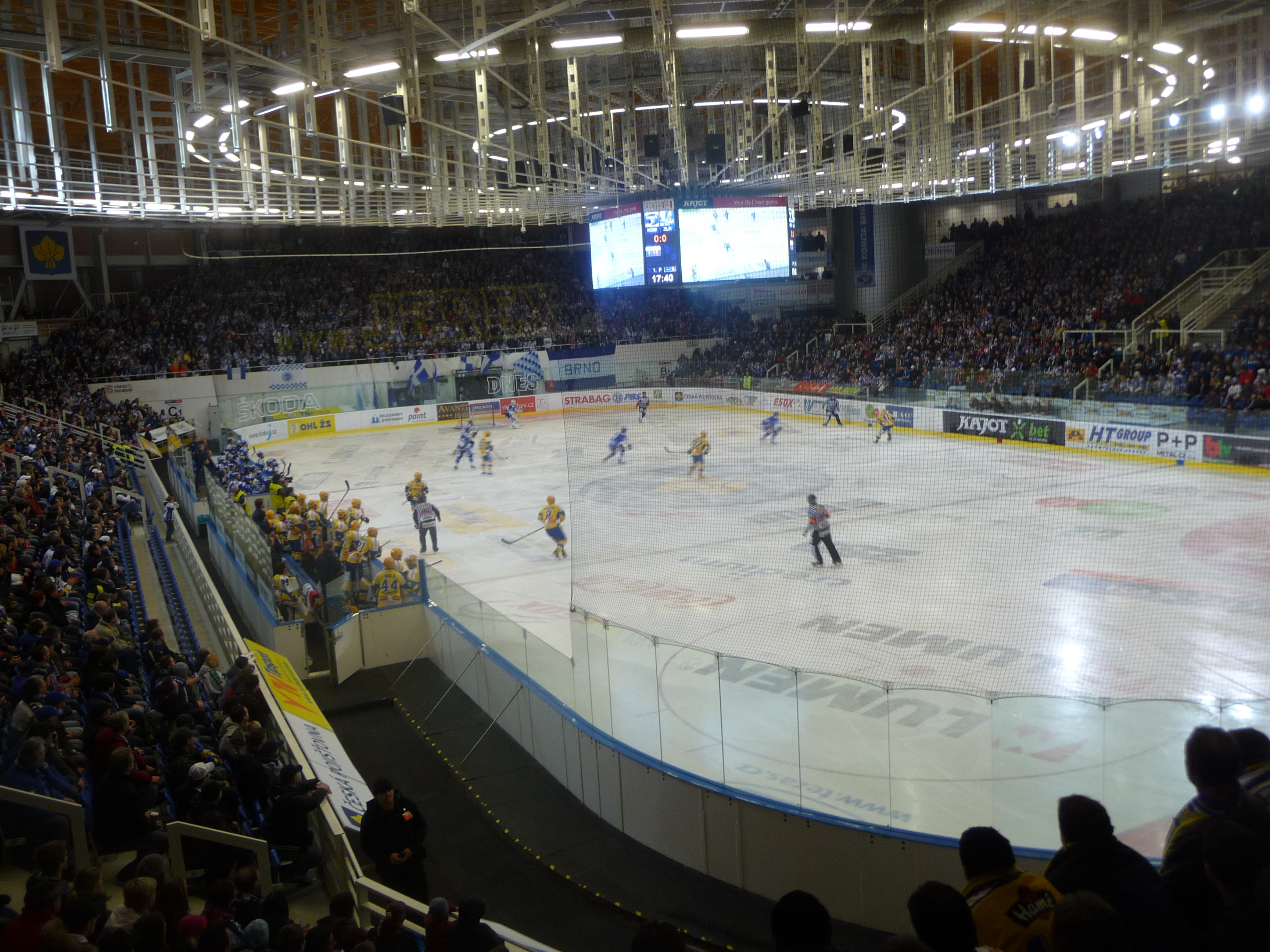